# 제니퍼 데일

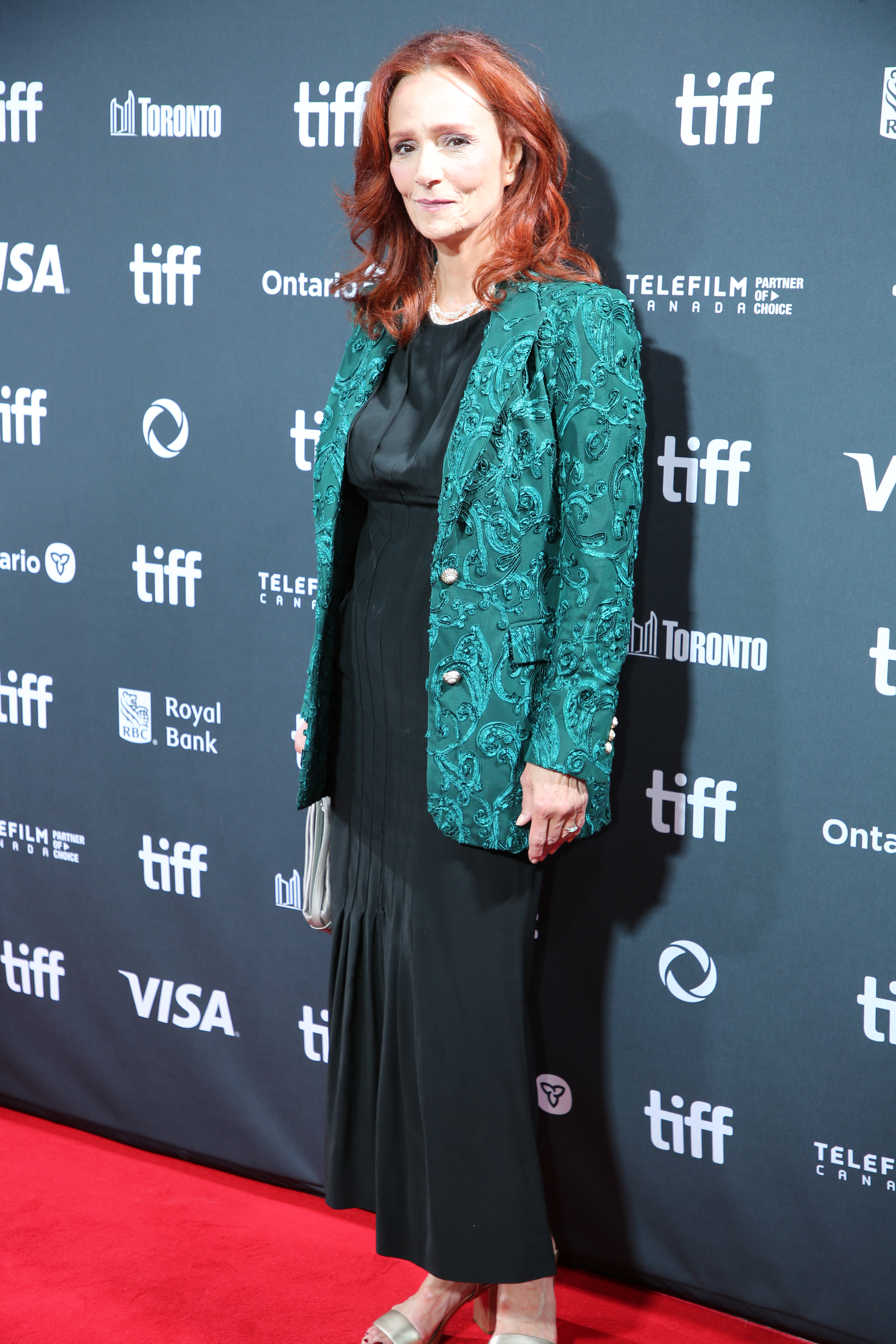

제니퍼 데일(Jennifer Dale, 1956년 1월 16일 ~ )은 캐나다의 배우이다.
토론토에서 태어났다.

## 출연 작품
- 클라라 (2018년)
- 다크 스트레인저 (2015년)
- 킬러스 프리덤 (2008년) - 루시 레스터 역
- 페이퍼트레일 (1998년)
- 드림 하우스 (1998년)
- 실버 서퍼 (1998년)
- 종횡사해 2 (1996년)
- 뮤직 박스의 비밀 (1994, Broken Lullaby)
- 웨일 뮤직 (1994년)
- 어져스터 (1991년)
- 이별의 바캉스 (1986년)
- 나이트 히트 (1985년)
- 공포의 침입자 (1983년)
- 티켓 (1981년)
- 스잔 (1980년)
- 모니카 (1979년)

### 텔레비전
- 로보캅 - TV 시리즈 (1994년)
- 종횡사해 - TV 시리즈 (1997년)